# شارع المعرض

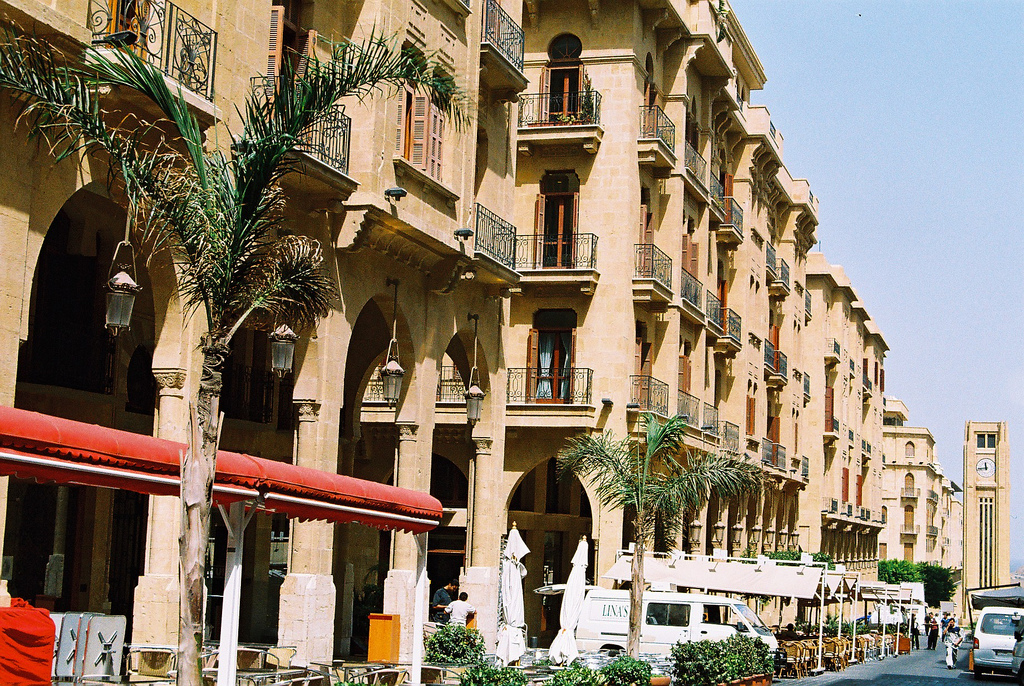
شارع المعارض المؤدي إلى ساحة النجمة

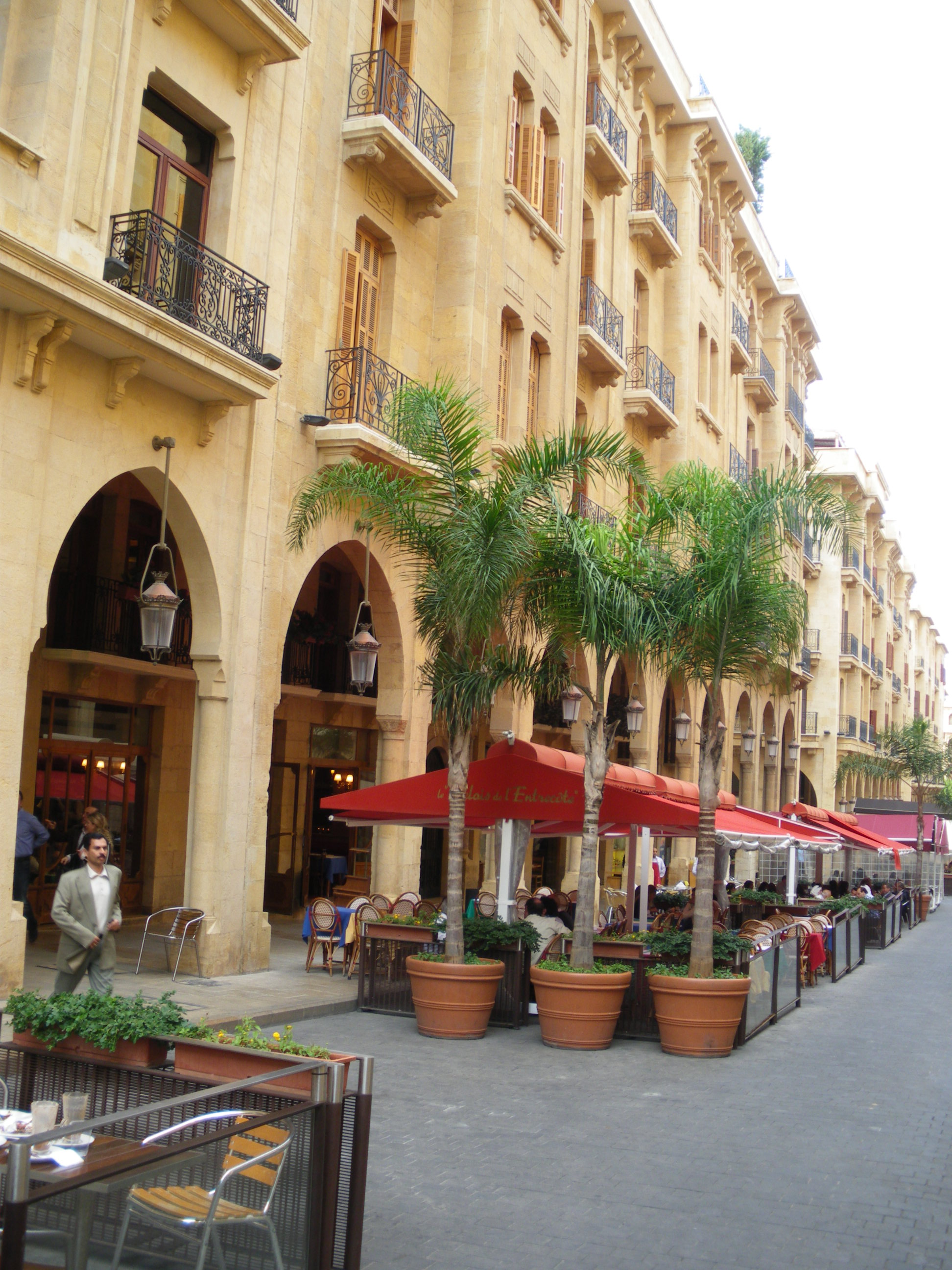
مقاهي الرصيف على طول شارع مراد

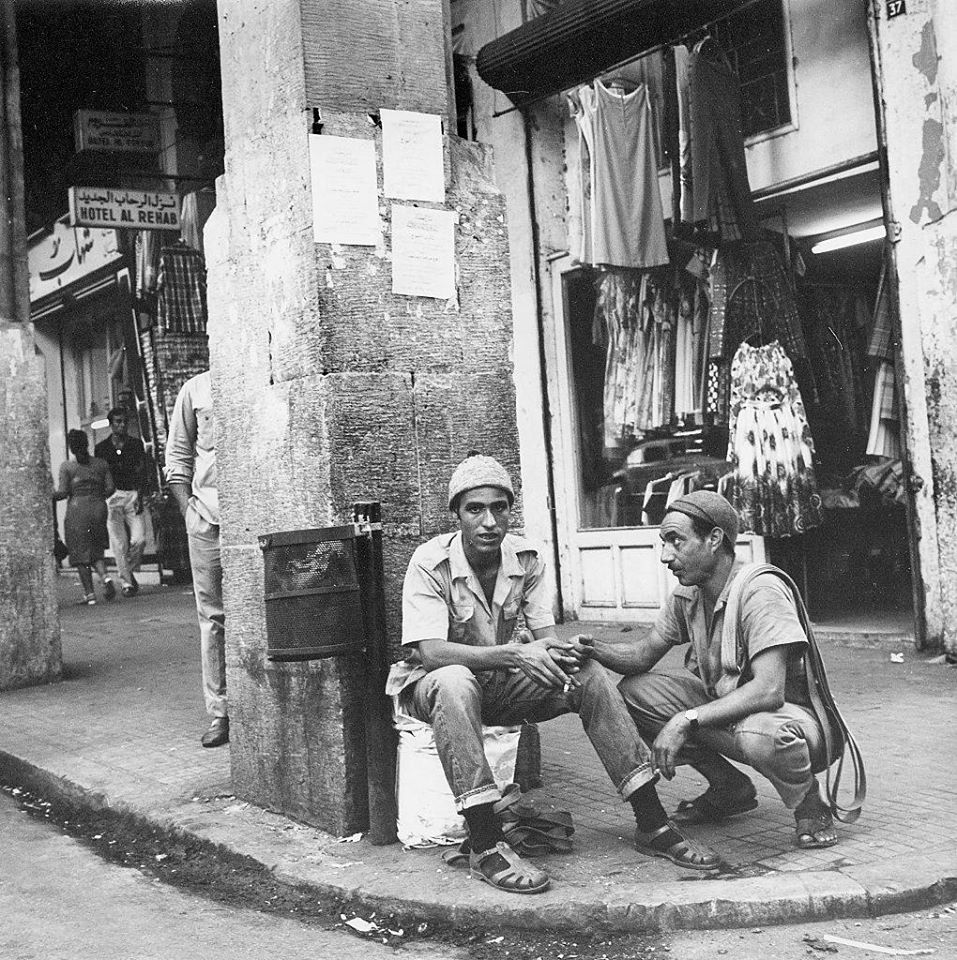
شارع المعرض، بيروت، 1949

شارع المعرض. تم تصميم الشارع خلال فترة الانتداب الفرنسي كشارع تجاري مركزي يشع من ميدان ايتوال. استلهمت واجهاته المقوسة من «شارع دي ريفولي» في باريس. 

## أعمال بناء

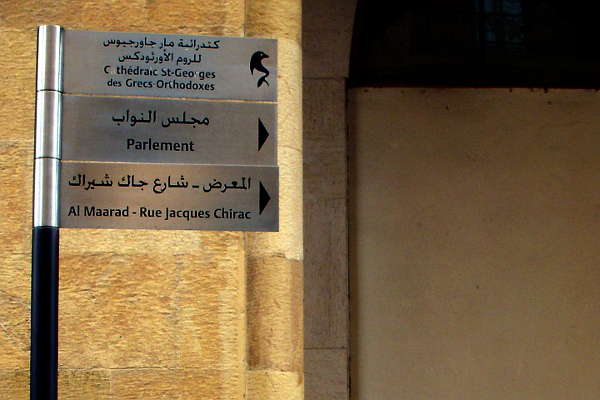
علامة شارع معراد

وضعت بلدية بيروت خططًا لتحديث الميناء ووسط المدينة. تم تحديث الخطط لاحقًا خلال فترة الانتداب الفرنسي، وتم تصميم شارع مراد على أنه شارع رئيسي ينطلق من ميدان ايتوال. أحبطت تلك الخطط مع بناء المسرح الكبير. أطلق على الشارع اسم شارع مراد بعد المعرض الدولي 1921 الذي أقيم في بيروت. 

## التاريخ
تمت تسمية شارع مراد (معرض معرض مراد باللغة العربية ) على اسم المعرض الدولي عام 1921، والذي لفت الانتباه إلى بيروت خلال فترة الانتداب الفرنسي. اسمها اليوم شارع جاك شيراك، كان جزءًا من خطة 1915 المصممة لربط المدينة السفلى بجانب الميناء، بالمدينة العليا التي تمتد حتى غابة الصنوبر في ضواحي بيروت. لكن هذا التمديد أحبط بسبب بناء المسرح الكبير. في عام 1878، وضعت بلدية بيروت خططًا لتحديث الميناء ووسط المدينة. تم تحديث هذه الخطط خلال فترة الانتداب الفرنسي، وتم تصميم شارع مراد على أنه الشارع المركزي الذي يشع من ساحة ايتوال. استلهمت واجهاته المقوسة من «شارع دي ريفولي» في باريس. 

## الجدول الزمني
1878: وضعت بلدية بيروت خططًا لتحديث الميناء ووسط المدينة. 
1915: خطط مصممة لربط المدينة السفلى (بجانب الميناء ) بالمدينة العليا (بجانب غابة الصنوبر في ضواحي بيروت ). الخطط فشلت في وقت لاحق بعد بناء مسرح Grand T h e a t r e. 
1921: تم تسمية الشارع بشارع مراد (طريق المعرض باللغة العربية ) بعد المعرض الدولي الذي أقيم هناك في ذلك العام. 